# 顾尔镡
顾尔镡（1925年—1999年），男，江苏南通人，中华人民共和国作家，曾任中国作家协会江苏分会秘书长、副主席。